# アンジェラ・アーレンツ
アンジェラ・アーレンツ（Dame Angela Ahrendts、DBE、1960年 - ）は、アメリカ合衆国インディアナ州出身の実業家。Appleの元小売担当上級副社長。2019年5月現在、Airbnb社外取締役である。
2014年春、2006年から務めていた高級ファッションブランドのバーバリーのCEOを辞め、直営店部門の最高責任者としてAppleに加わる。同年4月に、大英帝国勲章デイム・コマンダーを授与される 。Apple入社初年度の報酬額が8,260万ドル, 2年目の2015年は2,580万ドルと公表された。2019年2月5日、Appleから退職予定と発表され2019年4月に退職した（後任は小売兼人事担当上級副社長に昇格したディアドラ・オブライエン）。
『フォーブス』誌の「世界で最もパワフルな女性100人」リストでは、2016年に15位に選ばれている。